# Friåkning

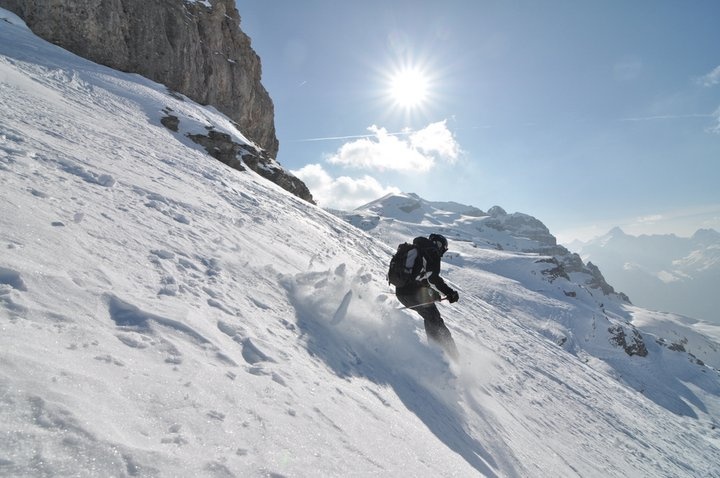
Friåkning uppe i berg

Friåkning är en typ av alpin skidåkning i huvudsak på obehandlad terräng och involverar olika typer av trick och hopp. Åkningen kan inbegripa en terrängpark med räcken, lådor och liknande hinder.
Till skillnad från traditionell freestyle, utövas friåkning inte uteslutande i terrängparker byggda för ändamålet. Det råder delade meningar om freestyle och friåkning ska betraktas som två olika sporter eller två varianter av samma.
Friåkning har ökat i popularitet sedan sent 1990-tal och det finns många professionella friåkare. De flesta friåkare tävlar i friåkning med specialisering på något eller några områden. Friåkning har även tagit fäste på sociala medier och vissa åkare har gjort sig kända genom att producera videor.

## Historik
Friåkningen började utvecklas under 1990-talet som reaktion mot de restriktiva reglerna inom sporten som sattes upp av Internationella skidförbundet.

## Åkstilar

### Offpist
Denna form av skidåkning är farlig på grund av den höga farten, branter som kan gömda hinder och lavinrisken. Denna form av skidåkning har förbjudits på vissa platser eftersom risken för allvarliga skador och dödsfall är stor.

### Parkåkning
Parkåkning utförs på särskilda områden med utplacerade hinder i form av lådor, hopp, räcken och halvrör.

## Utrustning
Friåkning eller utförsåkning överlag kräver minst tre saker till utrustning. skidor, pjäxor samt bindningar till skidorna. I samband med detta väljer många skidåkare att använda annan utrustning som, skidhjälm, skidglasögon, skidkläder, ryggskydd samt annan säkerhetsutrustning till bland annat laviner. I princip allting som används enbart för friåkning är gjort speciellt för friåkning och är därför mer relevant till friåkning än vanlig utförsåkning.